# Thaumatoperla timmsi
Thaumatoperla timmsi is een steenvlieg uit de familie Eustheniidae. De wetenschappelijke naam van de soort is voor het eerst geldig gepubliceerd in 1979 door Zwick.